# Меканиксвилл (Виргиния)
Меканиксвилл (англ. Mechanicsville) — невключенная территория и статистически обособленная местность в округе Хановер, штат Вирджиния, США. По данным переписи 2020 года, численность населения составляла 39 482 человека.
Этот район был заселен английскими колонистами начиная с XVII века. Сельские равнины, также известные как Шелтон-хаус, представляют собой строение, построенное в 1670 году. Меканиксвилл занимает западную часть южной части округа Хановер, к северу от реки Чикахомини.
Меканиксвилл и его окрестности были местом многочисленных сражений во время Гражданской войны в Америке.